# Verila
Verila este o arie protejată (arie specială de conservare — SAC, sit de importanță comunitară — SCI) din Bulgaria întinsă pe o suprafață de 6.444,67 ha, integral pe uscat.

## Localizare
Centrul sitului Verila este situat la coordonatele 42°23′05″N 23°17′28″E / 42.3847°N 23.2911°E.

## Înființare
Situl Verila a fost declarat sit de importanță comunitară în octombrie 2007 pentru a proteja 12 specii de animale. Situl a fost protejat și ca arie specială de conservare în martie 2021.

## Biodiversitate
Situată în ecoregiunile alpină și continentală, aria protejată conține 11 habitate naturale: Pajiști uscate seminaturale și facies de acoperire cu tufișuri pe substraturi calcaroase (Festuco-Brometalia) (* situri importante pentru orhidee), Formațiuni ierboase bogate în specii de Nardus, dezvoltate pe substraturi silicioase în zone montane (și în zone submontane, în Europa continentală), Pajiști cu Molinia pe soluri calcaroase, turboase sau argilos-nămoloase (Molinion caeruleae), Liziere de ierburi înalte hidrofile de câmpie și de nivel montan până la alpin, Fânețe montane, Roci stâncoase cu vegetație pionieră de Sedo-Scleranthion sau Sedo albi-Veronicion dillenii, Păduri de fag Luzulo-Fagetum, Păduri de fag Asperulo-Fagetum, Păduri de stejar și carpen Galio-Carpinetum, Păduri aluvionare cu Alnus glutinosa și Fraxinus excelsior (Alno-Padion, Alnion incanae, Salicion albae), Păduri panonice-balcanice de stejar turcesc - stejar sesil.
La baza desemnării sitului se află mai multe specii protejate:
- amfibieni (2): izvoraș-cu-burta-galbenă (Bombina variegata), Triturus karelinii
- mamifere (3): liliac cârn (Barbastella barbastellus), lupul (Canis lupus), urs brun (Ursus arctos)
- nevertebrate (5): Austropotamobius torrentium, croitorul mare al stejarului (Cerambyx cerdo), rădașcă (Lucanus cervus), croitorul cenușiu al stejarului (Morimus funereus), Rosalia alpina
- pești (1): porcușor de vad (Romanogobio uranoscopus)
- reptile (1): țestoasa de baltă (Emys orbicularis)

Pe lângă speciile protejate, pe teritoriul sitului au mai fost identificate 1 specie de plante, 3 specii de amfibieni, 5 specii de mamifere, 2 specii de nevertebrate, 8 specii de reptile.